# Karl Allmendinger
Karl Allmendinger, írói álneve: Felix Nabor (Mühlhausen im Täle, 1863. október 13. – Adelmannsfelden, 1946. november 17.) német író.

## Élete

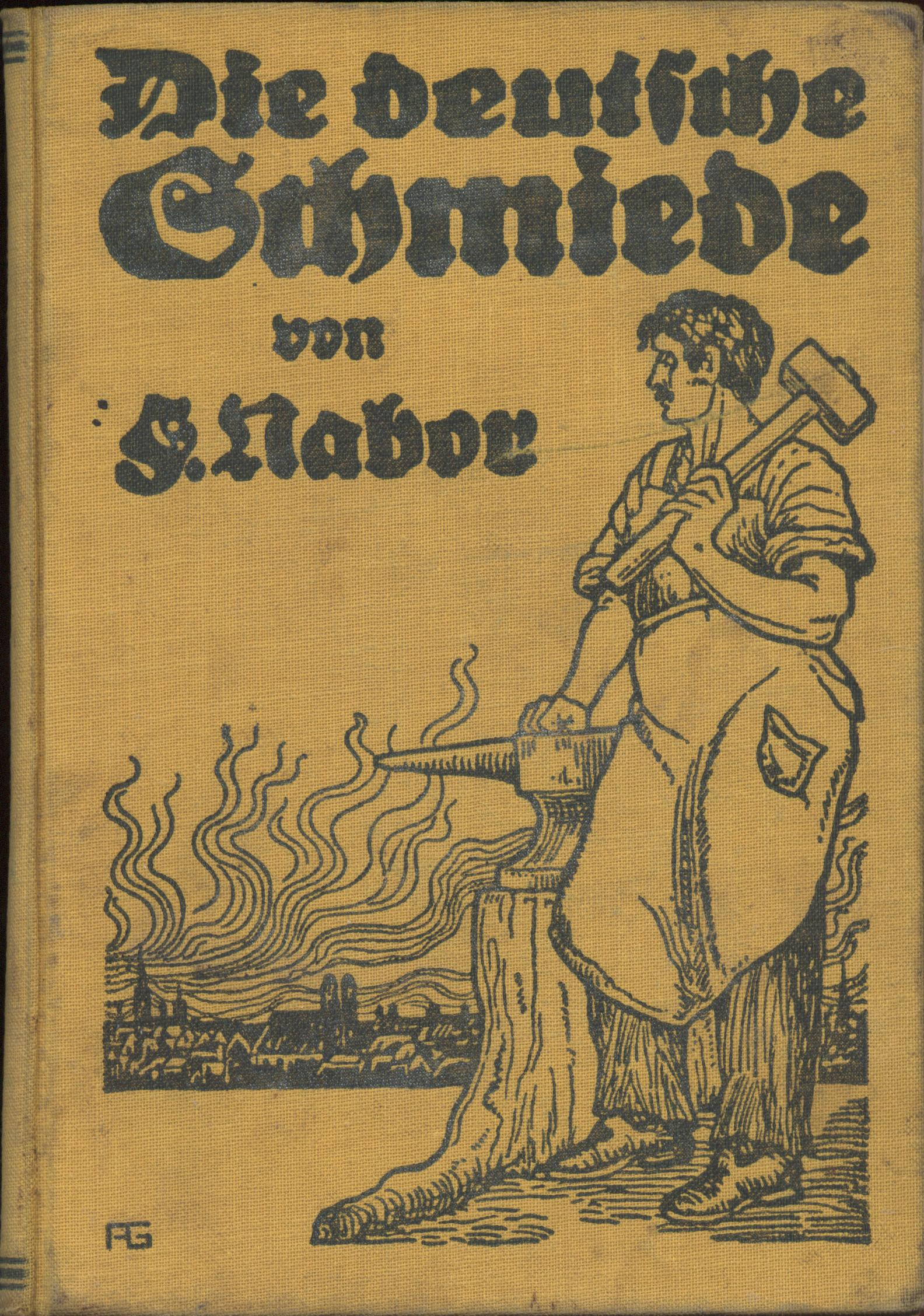
Felix Nabor Die deutsche Schmiede című regényének borítója

Apja molnár volt, ő a Rottenburg-Stuttgarti egyházmegyében volt tanár, orgonista, zeneszerző és kórusigazgató. Írói pályafutását 1902-ben kezdte, katolikus szellemű regényeket és novellákat kezdett írni Felix Nabor álnév alatt. Álnevét Szent Félix és Szent Nabor Ókeresztény vértanúk neveinek összevonásávalalkotta. Munkái témáit legtöbbször a katolikus egyház történetéből vette. Első ilyen jellegű munkája, a Mysterium Crucis – Roman aus der Zeit Kaiser Neros című regény komoly sikert aratott az olvasók körében, ezután számos más, ókeresztény tematikájú művet alkotott. A korabeli német egyházi lapok, mint például a speyeri Der Pilger gyakran folytatásokban adta közzé regényeit. 1910-től München Pasing nevű kerületében lakott, de később visszatért Württenbergbe.
A két világháború időszakban könyvei igen népszerűek voltak, szinte minden plébánia könyvtárában fellelhetőek voltak. A nácizmus alatt összetéveszthetetlenül katolikus jellegük miatt háttérbe szorultak, csak a szerző hazafias tartalmú kötetei maradtak népszerűek, például a Das Mädchen von Spinges, amely a tiroliak franciák elleni hazafias küzdelméről szól. Mára a szerző munkáit jobbára elfeledték, egyedül a ''Mysterium Crucis – Roman aus der Zeit Kaiser Neros jelent meg 1963-ban új, korszerűsített kiadásban, e munka svéd fordítása már 1962-ben megjelent. A mű norvég fordítása 1968-ban jelent meg.

## Munkái

### Zene
- Missa O bone Jesu op. 37 für Männerchor und op. 37b für gemischten Chor[5]

## Külső hivatkozások
- A szerző által írt, illetve róla szóló munkák a Deutsche Nationalbibliothek oldalán
- Allmendinger történelmi regényei

## Fordítás
- Ez a szócikk részben vagy egészben  a   Karl Allmendinger (Autor) című német Wikipédia-szócikk ezen változatának fordításán alapul.  Az eredeti cikk szerkesztőit annak laptörténete sorolja fel. Ez a jelzés csupán a megfogalmazás eredetét és a szerzői jogokat jelzi, nem szolgál a cikkben szereplő információk forrásmegjelöléseként.